# Coadyuvancia
En Derecho, una coadyuvancia (del latín coadiuvo -are, 'contribuir a la ayuda de'), es una institución utilizada en el derecho procesal, tanto a nivel judicial como administrativo.
Se denomina coadyuvante a la persona que interviene en el proceso velando por sus intereses legítimos pero en una posición subordinada a una de las partes principales a la que ayuda de forma instrumental, adhiriéndose a sus pretensiones y sin poder actuar con autonomía respecto de ella. Ello significa que no será un total ajeno al litigio, sino que la justificación de su ingreso radicará en que tiene un vínculo jurídico sustancial con la parte a la que quiere ayudar, y que ese vínculo es conexo con la pretensión que se está debatiendo y que indirectamente lo involucra; el propósito de la actuación del coadyuvante no es altruista, sino que deviene de su deseo de mantener las ventajas que le otorga tal vínculo y que pueden quedar dañadas o directamente desaparecer según el sentido de la sentencia a dictarse.